# Transmisivní spongiformní encefalopatie

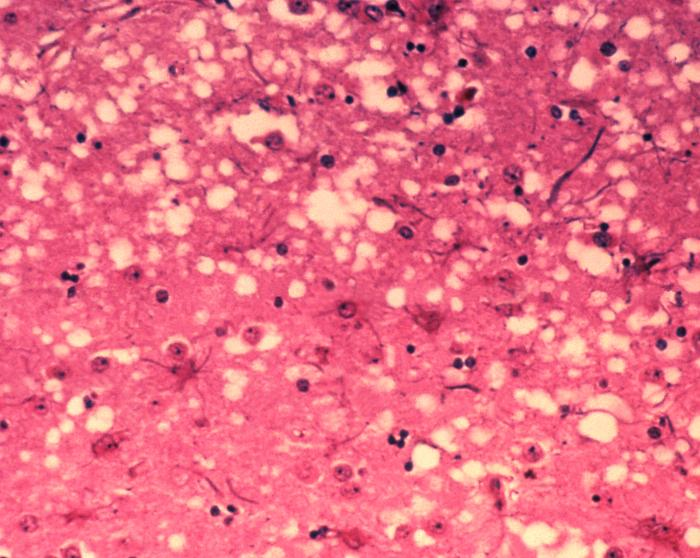
Histologický řez šedou kůrou mozkovou, barvený hematoxylin-eosinem. Bílá místa jsou odumřelé okrsky tkáně.

Transmisivní spongiformní encefalopatie (TSE), neboli prionové choroby, jsou vzácná neurodegenerativní onemocnění lidí i zvířat, způsobená nahromaděním patologicky změněného, proti účinkům proteolytických enzymů odolného proteinu, tzv. prionu, v mozkové tkáni. Mají velmi dlouhou inkubační dobu, pak se projevují progresivními poruchami CNS a vždy končí smrtí postiženého jedince.

## Původ jména
Typickým histopatologickým nálezem je vakuolární degenerace neuronů a přítomnost amyloidních plaků – to vede k vytvoření mikroskopických „děr“ v šedé hmotě, které jsou pozorovatelné pod světelným mikroskopem. Struktura poškozené tkáně připomíná mycí houbu – proto spongiformní; encefalopatie je termín, který obecně označuje poruchu funkce mozku. Přívlastek transmisivní, tedy přenosný, pak vyjadřuje schopnost prionu vyvolat onemocnění i u jiných jedinců. Pro účely zákona č. 299/2003 Sb. opatření pro předcházení nemocem přenosným ze zvířat na člověka se ovšem transmisivní spongiformní encefalopatií myslí jen ty přenosné spongiformní encefalopatie, které se nevyskytují u člověka, v souvislosti s onemocněním lidí se tohoto přívlastku nepoužívá.

## Prion
V buněčných membránách savčích neuronů se fyziologicky nachází integrální, tzv. prionový protein. Jeho konformační změnou (zvětšením podílu β-skládaného listu) se tento změněný protein, tedy už prion, stane odolným vůči účinkům proteinázy K, neintegrují se do membrán, ale hromadí se v neuronech i mimo ně, čímž časem způsobí zánik buňky a zničení celé tkáně. Prion má zároveň schopnost změnit prostorové uspořádání „zdravého“ prionového proteinu, takto se vlastně „rozmnožuje“.
V roce 1997 dostal za objev prionu Stanley B. Prusiner Nobelovu cenu.

## Spongiformní encefalopatie člověka
- Creutzfeldtova–Jakobova nemoc (CJD) Onemocnění CNS u lidí. Existuje také tzv. Nová varianta Creutzfeldtovy–Jakobovy nemoci, která je velmi podobná BSE skotu. Mezidruhový přenos mezi skotem (BSE) a člověkem (CJD) však zatím nebyl prokázán.
- Gertsmanův-Strausslerův-Schenkerův syndrom
- Kuru
- Fatální familiární insomnie (FFI)

## TSE zvířat
- Bovinní spongiformní encefalopatie (BSE) je onemocnění skotu, první případ popsán ve Velké Británii v roce 1985. Nemoc se rozšířila patrně díky zkrmování masokostních mouček a kafilerního tuku vyrobeného z nemocných zvířat.
- Scrapie (klusavka) je onemocnění ovcí a koz, podobné BSE. Nemoc byla poprvé popsána ve Francii v roce 1732.
- Přenosná encefalopatie norků (TME) je choroba popsána u kožešinových norků, pravděpodobně způsobená krmením kontaminovaným masem ze zvířat nemocných klusavkou
- Spongioformní encefalopatie koček (FSE) je choroba vyskytující se u koček domácích, a některých kočkovitých šelem v zoologických zahradách. K přenosu opět došlo krmivem obsahujícím priony.
- Chronické chřadnutí jelenovitých (CWD) je nemoc podobná klusavce, která postihuje některé druhy spárkaté zvěře a losy. Vyskytuje se na severozápadě USA, příčina a přenos je zatím neznámý.
- Spongioformní encefalopatie jiných zvířecích druhů Výskyt u řady zvířat v ZOO, například antilopy, kozoroh apod.

## Diagnostika
K průkazu prionů se používají rychlé testy na proteázu rezistentní fragment prionu, jako je Western blot nebo chemiluminiscenční ELISA test. K potvrzení nálezu se využívá imunohistochemických metod.
Je také možné vyhodnotit histopatologické změny na histologických řezech CNS nebo pozorovat specifická vlákna prionů pod elektronovým mikroskopem, ale k běžné diagnostice např. BSE se tyto metody nepoužívají.